# ريحانة (مسلسل)
ريحانة هو مسلسل تلفزيوني كويتي.

## قصة العمل
ترصد أحداث المسلسل معاناة المرأة التي تتعرض لأذى جسدي وتفاعلها مع قضايا المجتمع عبر شخصية محورية هي ريحانة محمد، التي ترأس داراً تتركز مهمته في إيواء النساء اللواتي يتعرضن للضرب على يد أهلهن وأزواجهن، لتجد نفسها فجأة أنها وضعت منزلها في مهب الريح في الوقت الذي كانت فيه تحاول إنقاذ الدار.

## الممثلين
1. حياة الفهد
2. صلاح الملا
3. عبد المحسن النمر
4. زهرة عرفات
5. أحمد السلمان
6. عبد الله بوشهري
7. عبير أحمد
8. غرور
9. عصرية الزامل
10. مي عبد الله
11. أسيل عمران
12. سالي القاضي
13. محمود بوشهري
14. الهام علي